# Марц, Людмила Викторовна
Людмила Викторовна Марц (род. 9 ноября 1935 года, Владивосток, РСФСР, СССР) — советский и российский искусствовед, член-корреспондент Российской академии художеств (2007).

## Биография
Родилась 9 ноября 1935 года во Владивостоке.
С 1973 года — член Союза художников СССР, член Союза художников Российской Федерации.
В 1959 году — окончила строительный факультет Московского института инженеров транспорта, в 1967 году — окончила МГУ по специальности искусствовед, историк искусства.
С 1960 по 1965 годы — работала в Архитектурной мастерской Мосгипротранса.
С 1965 по 1976 годы — работала в отделе теории и истории Всесоюзного научно-исследовательского института технической эстетики.
В 1970-е годы — заместитель председателя Комиссии по работе с молодыми художниками и искусствоведами МОСХ, в течение шести лет руководила дискуссионным «Клубом молодых художников и искусствоведов»
В 1980-е годы — член Бюро Секции критики и искусствознания МОСХ.
С 1980 года по настоящее время — работает в Государственной Третьяковской галерее, затем заведующая отделом скульптуры ХХ-ХХI вв.
В 2007 году — избрана членом-корреспондентом Российской академии художеств от Отделения искусствознания и художественной критики.
Член Творческой комиссии по скульптуре Союза художников России, член Творческой комиссии по монументальному искусству Союза художников России.

### Семья
- Муж — Андрей Валерианович Марц (1924—2002), российский и советский скульптор-анималист, заслуженный художник РСФСР, член-корреспондент Российской Академии художеств (2000).
- Дочь — Ирина Андреевна Марц (род. 1959), художник, член-корреспондент РАХ (2012).

## Научная деятельность
- составитель и редактор сборников по теории и истории дизайна Всесоюзного научно-исследовательского института технической эстетики: «Материалы по истории художественного конструирования», «Художественно-конструкторское образование», 1968—1972 гг.;
- автор серии статей «Пропедевтический курс ВХУТЕМАСа — ВХУТЕИНа»;
- Московские скульпторы. М., 1987;
- Скульптура // Государственная Третьяковская галерея. История и коллекции. М. 1987;
- Петр Дик. М., 1994;
- Russian sculpture of the 20th century. 1996. Chantau de Petit-Leez // Каталог выставки;
- Государственная Третьяковская галерея. Каталог собрания. Серия «Скульптура XVIII—XX веков. Том 3. Скульптура второй половины XX века. Сост., научн. ред. и автор вступ. статьи — Л. В. Марц. М., 1998;
- Дмитрий Шаховской. Скульптура. Сост., научн. ред. и автор вступ. статьи — Л. В. Марц. М., 2003;
- Виктор Корнеев. Скульптура // Альбом. Сост. и автор вступ. статьи — Л. В. Марц. М., 2003;
- Бронзовая Азия Даши Намдакова = Dashi’s Bronze Asia : [альбом / авт. вступ. ст. Л. В. Марц; текст Н. П. Комарова]; Dashi Art Studio. — Москва, 2005;
- Обитаемые острова // Каталог выставки. Сост., научн. ред. и автор пятнадцати статей — Л. В. Марц. М., 2006;
- Даши Намдаков. Скульптура. Графика. Ювелирное искусство. Научн. ред., автор вступ. статьи — Л. В. Марц. М., 2007;
- Автор статей о Даши Намдакове в альбомах „Бронзовая Азия Даши Намдакова“, „Вселенная кочевников“, „Планета, имя которой степь“, „Даши Намдаков. Кочевник и скульптор“ (совместно с Н. П. Комаровой);
- Василий Алексеевич Ватагин. 1884—1969. К 125-летию со дня рождения. Научн. ред., автор проекта, автор статьи „Мы с тобою одной крови, ты и я“ — Л. В. Марц. М., 2008;
- Охотничьи игры = Hunting game: живопись. Русское искусство конца XX — начала XXI века: Екатерина Корнилова, Иван Лубенников, Дмитрий Крымов, Лев Табенкин: [проект / авт. проекта А. Намит; авт. вступ. ст. С. Хьюит; авт. ст. Л. Марц и др.] — Москва, 2008;
- Виктор Корнеев = Viktor Korneev: скульптура: [альбом к выст. в Гос. Третьяк. галерее в 2011 г. / авт. ст. и сост. Л. Марц, О. Романова]. — Москва : Сканрус, 2011;
- Елена Суровцева: Пластический словарь: [альбом / авт. ст. Л. Марц, Г. Плетнева]. — Москва, 2011;
- Шедевры советского искусства. 2015. Unicom Press Ltd. London // На англ. и рус. яз. Автор раздела „Скульптура 1950-х — 1970-х годов“ — Л. В. Марц.

## Награды
- Заслуженный работник культуры Российской Федерации (2001)[1]
- Медаль «Ветеран труда» (1987)
- Медаль «В память 850-летия Москвы» (1997)
- Почетная грамота Министерства культуры РФ „За заслуги перед Отечеством в деле сохранения национального достояния и в с связи с 50-летием Международного союза музеев“ (1996)
- Диплом и премия „Объединения московских скульпторов“ за пропаганду скульптурного искусства» (2007)
- Почетная грамота Министра культуры Мордовии «За большой вклад в организацию Всероссийской выставки скульптуры» (2009)
- Благодарственное письмо Министерства культуры республики Коми за участие в Международных скульптурных симпозиумах «Финно-угорский мир» (2011)
- Золотая медаль Союза художников России имени В. И. Сурикова «За выдающийся вклад в изобразительное искусство России» (2015)